# 1907 год в шахматах

## Турниры
| Турнир                            | Дата                     | Σ  | Победитель                        |
| --------------------------------- | ------------------------ | -- | --------------------------------- |
| Берлин 1907                       |                          | 12 | Тейхман, Рихард                   |
| Всероссийский турнир 1907         | 4—24 декабря             | 13 | Рубинштейн, Акиба                 |
| Карлсбад 1907                     | 20 августа — 17 сентября | 21 | Рубинштейн, Акиба                 |
| Лондон 1907                       |                          |    | Аткинс, Генри Эрнест              |
| Матч за звание чемпиона мира 1907 | 26 января — 8 апреля     | 2  | Ласкер, Эмануил                   |
| Остенде 1907 (турнир чемпионов)   | 16 мая — 13 июня         | 6  | Тарраш, Зигберт                   |
| Остенде 1907 (турнир мастеров)    | 16 мая — 25 июня         | 30 | Бернштейн, Осип Рубинштейн, Акиба |